# Leave Out All the Rest
Leave Out All The Rest는 Minutes to Midnight에 수록되어 있는 린킨파크의 싱글이며 2008년에 발매되었고,
트와일라잇의 사운드트랙이기도 하다.